# Estadio Yakubu Gowon
El Estadio Yakubu Gowon es un estadio multiuso ubicado en la ciudad de Port Harcourt, Nigeria.

## Historia
El estadio fue construido en 1980 con el nombre Estadio Liberación y fue la sede del Dolphins, equipo local hasta que este equipo desapareciera.
El estadio cuenta con capacidad para 30 000 espectadores, pero por las remodelaciones hechas en 2009 se limita su capacidad a 16 000, es de superficie natural y es la sede actual del Rivers United FC.
En 2015 cambia su nombre por el que tiene actualmente en honor al General Yakubu Gowon, militar que fue jefe de Estado en Nigeria.

## Eventos
El estadio tuvo su primer evento importante en la Copa Mundial de Fútbol Sub-20 de 1999 en la que Nigeria fue el país organizador, donde fue sede de cuatro partidos, uno de ellos en la fase de octavos de final.
También ha sido utilizado por la selección nacional para jugar algunos partidos, inclusive partidos oficiales.